# Pardodes parodes
Pardodes parodes är en fjärilsart som beskrevs av Warren. Pardodes parodes ingår i släktet Pardodes och familjen mätare. Inga underarter finns listade i Catalogue of Life.